# Фибоначчиева система счисления
Фибоначчиева система счисления — смешанная система счисления для целых чисел на основе чисел Фибоначчи F2=1, F3=2, F4=3, F5=5, F6=8 и т. д.

## Представление натуральных чисел
Любое неотрицательное целое число {\displaystyle a} можно единственным образом представить последовательностью битов …εk…ε4ε3ε2 ({\displaystyle \varepsilon _{k}\in \{0,1\}}) так, что {\displaystyle a=\sum _{k}\varepsilon _{k}F_{k}}, причём последовательность {εk} содержит лишь конечное число единиц, и не имеет пар соседних единиц: {\displaystyle \forall k\geq 2\colon (\varepsilon _{k}=1)\Rightarrow (\varepsilon _{k+1}=0)}.
За исключением последнего свойства, данное представление аналогично двоичной системе счисления.

### Обоснование
В основе лежит теорема Цекендорфа — любое неотрицательное целое число единственным образом представимо в виде суммы некоторого набора попарно различных чисел Фибоначчи с индексами, большими единицы, не содержащего пар соседних чисел Фибоначчи.
Доказательство существования легко провести по индукции. Любое целое число {\displaystyle a\geq 1} попадёт в промежуток между двумя соседними числами Фибоначчи, то есть для некоторого {\displaystyle n\geq 2} верно неравенство: {\displaystyle F_{n}\leq a<F_{n+1}}. Таким образом, {\displaystyle a=F_{n}+a'}, где {\displaystyle a'=a-F_{n}\ <\ F_{n-1}}, так что разложение числа {\displaystyle a'} уже не будет содержать слагаемого {\displaystyle F_{n-1}}.

### Использование

#### Юпана

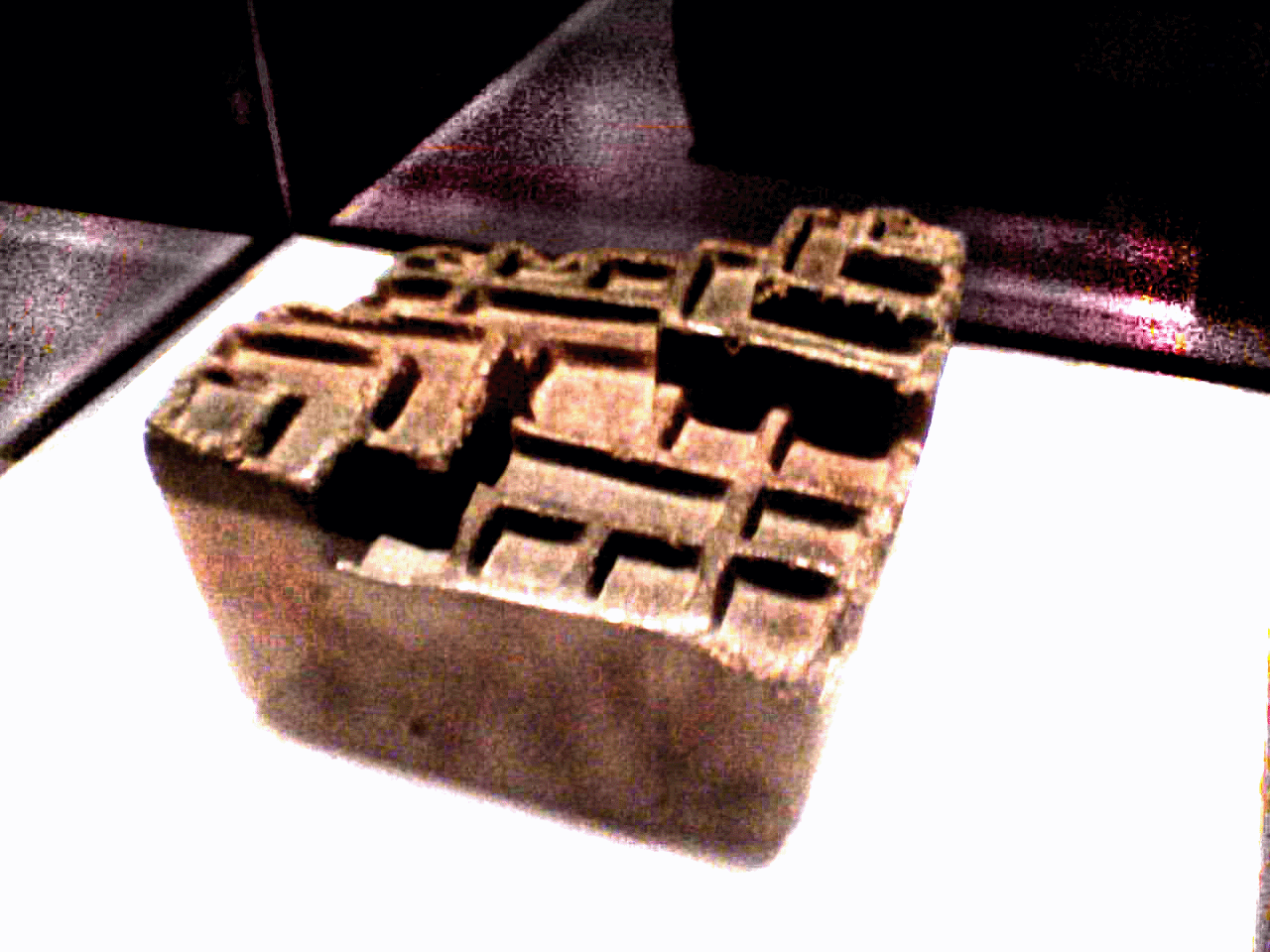
Юпана

Предполагают, что некоторые разновидности юпаны (абака инков) использовали фибоначчиеву систему счисления, чтобы минимизировать необходимое для вычислений число зёрен.

#### В теории информации
На основе фибоначчиевой системы счисления строится код (кодирование) Фибоначчи — универсальный код для натуральных чисел (1, 2, 3…), использующий последовательности битов. Поскольку комбинация 11 запрещена в фибоначчиевой системе счисления, её можно использовать как маркер конца записи.
Для составления кода Фибоначчи по записи числа в фибоначчиевой системе счисления следует переписать цифры в обратном порядке (так, что старшая единица оказывается последним символом) и приписать в конце ещё раз 1 (см. таблицу). То есть, кодовая последовательность имеет вид:
ε2ε3…εn1,
где n — номер самого старшего разряда с единицей.

### Арифметика
Сложение чисел в позиционных системах счисления выполняется с использованием переноса, позволяющего устранять последствия переполнения разряда. Например, в двоичной системе: 01 + 01 = 02 = 10.
В фибоначчиевой системе счисления дело обстоит сложнее:
- Во-первых, вес старших разрядов не является кратным весу разряда, из которого требуется перенос. При сложении двух единиц в одном разряде требуется перенос не только влево, но и вправо: 0200 = 1001. При переносе в отсутствующие разряды ε1 и ε0 следует помнить, что F1=1=F2 и F0=0.
- Во-вторых, требуется избавляться от соседних единиц: 011 = 100. Правило для раскрытия двоек является следствием этого равенства: 0200 = 0100 + 0011 = 0111 = 1001.

## Обобщение на вещественные числа
Похожее устройство имеет позиционная система счисления с иррациональным основанием, равным золотому сечению {\displaystyle \varphi =(1+{\sqrt {5}})/2}.
Любое вещественное число x из отрезка [0,1] допускает разложение в ряд через отрицательные степени золотого сечения:
{\displaystyle x=\sum _{k=-1}^{-\infty }\varepsilon _{k}\varphi ^{k},\qquad \varepsilon _{k}\in \{0,1\}}
где {\displaystyle \left\{\varepsilon _{k}\right\}} обладает тем же свойством отсутствия соседних единиц.
Коэффициенты находятся последовательным сравнением x с {\displaystyle \varphi ^{-1}} — золотым сечением отрезка [0,1], вычитанием {\displaystyle \varphi ^{-1}} (если {\displaystyle \varepsilon _{k}=1}) и умножением на {\displaystyle \varphi }.
Из этого нетрудно видеть, что любое неотрицательное вещественное число допускает разложение:
{\displaystyle a=\sum _{k=N-1}^{-\infty }\varepsilon _{k}\varphi ^{k}\,,}
где N таково, что {\displaystyle a<\varphi ^{N}}.
При этом {\displaystyle \varepsilon _{k}=0} для всех {\displaystyle k\geqslant N}.
Эти формулы полностью аналогичны формулам для обычных позиционных систем с целыми основаниями.
Оказывается, что любое неотрицательное целое число (и, более общо, всякий неотрицательный элемент кольца {\displaystyle {\mathbb {Z} }+\varphi {\mathbb {Z} }}) имеет представление лишь с конечным количеством единиц, то есть в виде конечной суммы неповторяющихся степеней золотого сечения.
Аналогия между числами Фибоначчи и степенями золотого сечения основана на одинаковой форме тождеств:
{\displaystyle F_{k}=F_{k-1}+F_{k-2}}
{\displaystyle \varphi ^{k}=\varphi ^{k-1}+\varphi ^{k-2}}
позволяющих устранение соседних единиц. Прямой связи между представлением натуральных чисел в системе золотого сечения и в фибоначчиевой не имеется.
Правила сложения аналогичны показанным выше с той поправкой, что перенос в сторону младших разрядов распространяется без ограничения. В данной системе счисления можно производить и умножение.

## Фибоначчиево умножение
Для целых чисел {\displaystyle a=\sum _{k}\varepsilon _{k}F_{k}\ } и {\displaystyle b=\sum _{l}\zeta _{l}F_{l}\ } можно определить «умножение»
{\displaystyle a\circ b=\sum _{k,l}\varepsilon _{k}\zeta _{l}F_{k+l},}
которое аналогично умножению чисел в двоичной системе счисления.
Эта операция не является настоящим умножением чисел, и выражается формулой:
{\displaystyle a\circ b=3ab-a\lfloor (b+1)\varphi ^{-2}\rfloor -b\lfloor (a+1)\varphi ^{-2}\rfloor ,}
где {\displaystyle \lfloor \cdot \rfloor } — целая часть, {\displaystyle \varphi ={\frac {1+{\sqrt {5}}}{2}}} — золотое сечение.
Эта операция обладает ассоциативностью, на что впервые обратил внимание Дональд Кнут. Другое «произведение» {\displaystyle \sum _{k,l}\varepsilon _{k}\zeta _{l}F_{k+l-2},} отличающееся лишь сдвигом на два разряда, уже не является ассоциативным.